# The Art of Noise
A The Art of Noise egy elektronikus zenét játszó, 1983-ban alakult együttes. Nevüket Luigi Russolo futurista esszéje hatására választották.

## Története

### Korai évek
Az Art of Noise első közös stúdiómunkája bérmunka, a legendás Sex Pistols menedzser, Malcolm McLaren Duck Rock című break kislemezének rögzítése volt. A felvételt Trevor Horn házi stúdiójában készítő csapat tagjaiból ezt követően alakult az az együttes, melynek produkciói a nyolcvanas évek popzenéjének egyik legüdébb színfoltját adták. A különböző érdeklődéssel bíró, különböző területről érkezett, de azonos művészi ambíciókkal rendelkező ötös példaértékű konszenzuskészséggel volt képes a változatosságból erényt kovácsolni. A The Art of Noise megalakulása előtt a billentyűs hangszereken játszó Anne Dudley, a csoport központi alakja az ex-Beatle Paul McCartney-val, az ABC-vel és a Frankie Goes to Hollywooddal dolgozott együtt. A hangmérnök Gary Langan, valamint a szintetizátor-varázsló és hangminta-művész J. J. Jeczalik a Yes 90125 albumán működtek közre. Az egykori Yes és The Buggles tag Trevor Horn producerként saját kis független kiadója, a Zang Tumb Tuum előadóinak útját egyengette, itt tevékenykedett művészeti vezetőként – a stúdiófelvételek során egyaránt aktív ex-New Musical Express újságíró – Paul Morley is. Utóbbi két tag mindenekelőtt az Art of Noise mediatizálásában jeleskedett – nem kevés sikerrel. (A ZTT egyébként számos névvel ismertette meg a világot: innen indult Seal, a már említett Frankie Goes To Hollywood, az 808 State és a Propaganda karrierje is.)
Egy álmatlan, végigdolgozott éjszakát követő reggelen Jeczalik és Langan egy ötperces, meglehetősen kakofonikusan hangzó, ám mindkettőjüknek nagyon tetsző felvétellel hagyták el a stúdiót. A rögzített anyagot barátjuknak, Dudleynak megmutatva arra kérték őt, egészítse ki valamilyen melódiával a darabot. A kész anyag a Beat Box címet kapta. Már ez a korai dolgozat magán hordta a későbbiekben védjeggyé váló The Art of Noise stílusjegyet: a zene nem kísérete a vokáloknak, a textúrákká rendezett ének- és szótöredékek önálló hangszerként funkcionálnak. Időközben a független ZTT az Island Recordshoz igazolt, ahol egy a repertoárt áttekintő szakember megérezte a Beat Box-ban a kereskedelmi siker lehetőségét. Az első, Art of Noise néven jegyzett munka, a kilencszámos Into Battle with the Art of Noise EP 1983 szeptemberében jelent meg. Mivel a korabeli angol szaksajtó meglehetősen vegyes kritikai visszhanggal fogadta a kiadványt, így mindannyiuk meglepetésére szolgált, amikor néhány hónappal később a 7 inches kislemezként forgalomba kerülő Beat Box már a tengerentúli listák élén állt. Amerika szerelembe esett az Art of Noise-zal, s ez az érzelem a későbbiekben is megmaradt.
Egy évvel később, a vészterhesen csengő orwelli 1984-ben jelent meg első, teljes hosszúságú albumuk, a (Who's Afraid Of?) The Art of Noise!. A lemez tracklistája igen sok azonosságot mutat az előző évben kiadott EP-vel. Az egész világ felkapta a fejét, amikor a Beat Box-ból átdolgozott Close (To the Edit) sokkoló videóklipjében egy nyolcévesforma punk kislány vezetése alatt, láncfűrésszel és kalapácsokkal felszerelkezve, ütemre vertek darabokra egy zongorát. A másik telitalálat a tízperces, gyönyörű dallamú, finom downtempo munka, a Moments in Love. Ehhez a felvételhez is különös klip készült: egy fiatal pár kosztümös kűrjét szigorú tekintetű zsűri kíséri figyelemmel. Lassított felvételek, a pár arcának közelségén megbotránkozó, éltesebb hölgy-zsűritagot látjuk, majd a jégre a mainstream rock letargiáját szimbolizáló szárazföldi teknősök csúsznak be… (A Moments in Love évekkel később Madonna és Sean Penn menyegzőjén a Nászindulót helyettesítette.) A debütáló nagylemez több tekintetben is korszakalkotó, „state of the art” kiadványnak bizonyult: ez a negyvenöt perc hagyományos pop-panelek, dzsessz, rock, R&B és hiphop elemek, elektronikus ütemek és zajok, valamint a mindennapi élet hangmintáinak posztmodern fúziója. Csillogóan high tech, ugyanakkor szervesen kapcsolódik a múlthoz – már maga az együttes névválasztása is tisztelgés az elődök, a századelő futurista zenei törekvései előtt. Komoly munka, amiből nem hiányzik (az esetenként öniróniába hajló) humor sem. Az album egyszerre szórakoztató és elgondolkodtató, ami a mai popzenék gyakorlatának fényében szinte összebékíthetetlen ellentétpárnak tűnik. Az elismerés nem váratott sokáig magára: a (Who's Afraid Of?) The Art of Noise! album készítésében játszott szerepéért az akkor még véleményformáló erejű Rolling Stone magazintól Trevor Horn átvehette az Év Producerének járó díjat. Olyan tekintélyes sajtóorgánumok közöltek az Art of Noise zenészeivel készített interjúkat, mint a Newsweek, a Der Spiegel, vagy a Melody Maker.
Az említett riportokból is kiderül: az Art of Noise tagok elsősorban nem zenészeknek, hanem művészeknek vallották magukat – s ez komplex munkáikat ismerve cseppet sem tűnik túlzónak. Zenéjük csakúgy, mint vizuális megjelenéseik; kiadványaik borítói, videóklipjeik mind-mind egy tudatos, kidolgozott koncepció aprólékos munkával finomra csiszolt, egymáshoz tökéletesen illeszkedő alkotóelemei voltak. Az Art of Noise műhelyéhez a stúdióban tevékeny szerepet vállaló ötösön túl A. J. Barratt és Anton Corbijn fotóművészek tartoztak. Képeik visszatérő témái a szobrok, a tenger- vagy folyópart, a tagok – ha egyáltalán szerepelnek a borítón – mindig álarcot (több esetben egész alakos jelmezt) viselnek. Barratt és Corbijn fotói egyaránt árulkodnak a magányosság melankóliájáról, mint arisztokratikus művészi látásmódról. Egy helyen egy Picasso-idézetet, másutt csak egy ajánlást olvashatunk a borítón: „This record is dedicated to a civilised society.”

### Az első sikerek után
Sajnálatos módon a közmondásbeli dudások nem fértek meg sokáig egy csárdában – 1985 közepén a csapat két részre szakadt. A Horn és Morley részvételével egyre kevéssé elégedett Dudley, Jeczalik és Langan elhagyták a ZTT-t és a China Recordshoz szerződtek. A trióvá fogyatkozott Art of Noise az új kiadónál a Legs maxival debütált, s a szám klipje a kísérleti videó kategóriában elnyerte az első helyet az MTV Video Music Awards-án. Az 1986-os év mérföldkövet jelentett az együttes számára, amikor Duane 'Twangin' Eddy közreműködésével rögzítették a gitáros 1959-es klasszikusát, a Peter Gunn-t – az Art of Noise hangszerelésében első ízben szerepelt élőzene a felvételi eljárás során. A Peter Gunn 1987-ben Grammy-díjat nyert. Az 1986-os év második maxisikere a videó klipjében a komputergenerált pop-ikon Max Headroom-ot szerepeltető Paranoimia volt. Bár mindkét felvétel jelentős kereskedelmi- és közönségsikereket tudhatott magáénak, paradox módon éppen annak a terepnek, a popzenének paródiái, ahol ezeket a sikereket elérték.
Még ebben az évben adták ki második, teljes játékidejű stúdióalbumukat, In Visible Silence címmel. A The Art of Noise simán vette a könnyűzenében hírhedten veszélyes „második lemez” akadályát. Az album egyszerre tizenöt országban ért el arany-státuszt, s a kereskedelmi siker a China Records legnagyobb példányszámot elért előadói közé emelte a triót.
Szintén 1986-ban jelent meg a hatszámos Re-works of the Art of Noise, egy remixeket és koncertfelvételeket tartalmazó kollekció.
Bár ezután Langan is elhagyta a zenekart, a duóvá fogyatkozott Art of Noise röviddel később már Amerikában és Japánban turnézott. Adtak egy koncertet Angliában is, és bár szigorúan ragaszkodtak az élő fellépésekhez (egy kilencfős zenekarral bővítették ki a tagságot), mégis egyes újságírók fanyalogva, élőnek mímelt playback előadásnak bélyegezték azokat. Pedig az Art of Noise koncertjei eseményszámba menő, lenyűgözően látványos, nagy költségvetésű multimédia show-k voltak. Ők kísérleteztek elsőként az akkoriban divatos, elektronikus úton hangot keltő, de a hagyományos, „manuális” módon, zenészek által megszólaltatott dobok eredeti mintáinak női hangokkal történő felcserélésével. Hihetetlen hatást produkált a soha addig nem hallott, női hangok ritmikailag rendszerezett textúrájából álló dobszóló.
A koncertekről készített kép- és hangfelvételeket még abban az évben, The Art of Noise In Visible Silence című videókazettájukon jelentették meg. A borító alján Masaru Ibuka, a Sony társalapítójának szavai állnak: „We do what others don’t.”
A következő, új felvételeket tartalmazó szerzői albumra nem kellett sokáig várniuk a rajongóknak: 1987-ben került forgalomba a nagyzenekari hangzásokkal, kórusokkal kísérletező In No Sense? Nonsense!. Ezen a lemezen található a Dan Aykroyd filmjéhez készített felvétel, a Dragnet.
1988-ban egy greatest-hits kollekció, a The Best of the Art of Noise adta hírül a világnak: léteznek. A lemez legnagyobb sikere ismét egy bizarr kollaboráció, az örökifjú Tom Jones közreműködésével rögzített Prince-klasszikus Kiss átdolgozása volt. (A felvételből készült klip az Egyesült Államokban VHS kazettán is forgalomba került.) A The Best of the Art of Noise-ból kétmillió példányt adtak el…
1989-ben a Below the Waste-tel léptek a nyilvánosság elé. Az album a world music elemeivel kacérkodott, és annak ellenére, hogy a Yebo! klipjét a televíziós csatornák sűrűn játszották, meglehetősen langyos kritikai fogadtatásra talált. A rajongók sem igazán ezt várták az Art of Noise-tól; a Below the Waste zsákutcának bizonyult.
A következő évben az The Orb duó, Alex Patterson és az ex-Killing Joke tag Youth rendezése mellett készült el a visszafogott hangzású remix album, a The Ambient Collection.

### A '90-es évek
1990 második felében – bár ezt nyilvánosan nem jelentették be – az Art of Noise gyakorlatilag feloszlott. A tagok úgy érezték, hogy a projekt számára elérkezett a természetes vég. Anne Dudley először a Killing Joke frontemberével, Jaz Colemannel, majd Phil Collinsszal dolgozott, később (1998-ban) elnyerte az Oscar-díjat a The Full Monty című film zenéjéért. Jeczalik és Langan a Pet Shop Boyszal, Paul McCartney-val és a Public Image Limiteddel működött közre. Jeczalik a különféle stúdiómunkák mellett olyan világcégek megbízására készített reklámokat, mint a Xerox és a Southern Comfort.
Az 1991-es The FON Mixes a techno jegyében fogant, a kollekció a közös tevékenységet ekkor már átmenetileg szüneteltető zenekar inaktív periódusát fémjelző remix-trilógia középső része. Az eredeti felvételeket a sheffieldi Fon Stúdióban a Prodigy, az LFO, Graham Massey és Carl Cox értelmezték újra.
1992-ben ismét piacra dobtak egy greatest hits albumot, furcsa módon a négy évvel korábbi válogatással teljesen azonos, The Best of the Art of Noise címmel. A két lemezt külsőre csak a színe különbözteti meg: a '88-as kiadvány kék, a '92-es rózsaszín borítóval került forgalomba.
1994 januárjában került a boltokba J. J. Jeczalik Art Of Sampling című, kimondottan a zenekészítők igényeit szem előtt tartó hangminta és effekt kollekciója.
1996-ban – anélkül, hogy a tagok összeálltak volna – ismét megjelentettek egy remixalbumot, a The Drum and Bass Collection-t. A címből nem nehéz kitalálni: az újrakeveréseket ezúttal a breakbeat szcéna kiválóságai; többek között Doc Scott, Dom and Roland, J Majik, Lemon D, Ils, a PFM és az Aquasky készítették el. Angliában ekkorra végérvényesen lecsengett, kimerült a techno, az Art of Noise pedig ismét bebizonyította, mennyire naprakész a könnyűzenében. Ne felejtsük: 1996-ban soha addig nem tapasztalt mértéket öltött a szigetországban a drum and bass popularitása. „Ez az album a rock and roll a bolygó arcáról való letörlését jelzi” – szól a CD borítójának ajánlószövege.
1997-ben a China Records State of the Art címmel jelentette meg azt az ezüstborítós, három CD-ből álló szettet, mellyel a három, korongonként tematizált remix trilógia egyszerre is hozzáférhetővé vált.
A kilencvenes évek második felében a big beat vonal képviselői bőven merítettek a zenekar munkásságából – az már más kérdés, hogy ezt közülük csak nagyon kevesen ismerték nyilvánosan is el. Egyedül a Prodigy említette meg lemezén az Art of Noise nevét, miután a legendás Close (To the Edit)-ből vett, közismert Hey! vokálmintával turbózták fel Firestarter című darabjukat.

### Újjáalakulás
1999-ben az eredeti ötösfogatból hárman: ezúttal Trevor Horn, Paul Morley és Anne Dudley ismét összeálltak, hogy elkészítsék és megjelentessék az új The Art of Noise albumot. A felvételeken Lol Creme gitáros, a 10cc alapító tagja, Sally Bradshaw opera-énekesnő, az old-school rapper MC Rakim, Donna Lewis popénekesnő, valamint narrátorként John Hurt, a neves színész működött közre. A The Seduction of Claude Debussy nemcsak a tagok egymáshoz, hanem a kiadóhoz való visszatérését is jelezte: az új album ismét a Zang Tumb Tuum címke alatt jött ki. Néhányan félreértették a címet, úgy vélték, a zenekar a neves tizenkilencedik századi francia komponistának dedikálta a lemezt. Tévedtek, Claude Debussy neve itt inkább metafora; a művészé, a zenészé, az íróé és álmodozóé. Ahogy Paul Morley foglalta össze egy interjúban: „A magunk módján mindnyájan szerettük Debussyt, és felismertük, hogy érzelmileg, technikailag, zeneileg és teoretikusan mennyire fontos hatással volt a huszadik század zenéjére. Létre akartunk hozni valamit, ami összefoglalja, illetve reprezentálja a huszadik század zenéjének ívét, lendületét és erejét, s jó megoldásnak tűnt a huszadik századi zene alapító atyjai egyikének inspirációjára zenét készíteni. Az elmúlt negyven évben a legtöbb pop és rock holmira kizárólag a pop és a rock hatott, ami számunkra a pózok, riffek és klisék egyre apadó készletű tárházának tűnt. Debussy ötletei fellazították, felrázták a zenét, hatását megfigyelheted Duke Ellingtontól Brian Enoig, Miles Davistől a Cocteau Twinsig, Artie Shaw-tól az Airig.”
Az album megjelenése előtt került forgalomba a Metaforce maxi, melyre Roni Size készítette a remixeket. Morley szerint az alternatíva kézenfekvő volt az Art of Noise számára: „Ő tűnt a legintelligensebb választásnak. Imádjuk, ahogy Roni Size az időre összpontosít, de valójában kiveszi az időt a fókuszból.”
A nagylemez kevésbé kísérletező jellegű, mint a korai munkák, de érettebb hangzást képvisel. A klasszikus muzsika, a pop, a rap, a drum & bass elemeit komplett egységgé dolgozó hibridizációs technikájával – újabb paradoxon – mégiscsak a legelső dolgozatokra emlékezteti a hallgatót. A The Seduction of Claude Debussy bebizonyította, hogy a meglehetősen hosszúra nyúlt hallgatás ellenére a zenekar létezőbb, mint valaha.
1999-ben számos interjú készült az ismételten az érdeklődés középpontjába került zenekarral. S a kérdésre, hogy kik voltak komoly hatással a tagokra, Paul Morley nem éppen a kilencvenes évek divatos lemezcserélgetőit, és korántsem csak zenészeket sorolt fel: „Kraftwerk, Weather Report, Marcel Duchamp, Steve Reich, Charles Mingus, Marshall McLuhan, Chick Corea, Bob Dylan, Bernard Herrmann, Manfred Eicher, Jean-Luc Godard, JG Ballard, DJ Shadow, Pink Floyd, Robert Mapplethorpe.”

## Diszkográfia
Stúdióalbumok
- Into The Battle With The Art of Noise (1983)
- (Who's Afraid Of?) The Art of Noise! (1984)
- In Visible Silence (1986)
- In No Sense? Nonsense! (1987)
- Below The Waste (1989)
- The Seduction of Claude Debussy (1999)

Gyűjtemények és remix albumok
- Daft (1986)
- Re-works of Art of Noise (1986)
- The Best of the Art of Noise (1988)
- The Ambient Collection (1990)
- The FON Mixes (1991)
- The Best of the Art of Noise(1992; Limited Edition; 2CD)
- The Best of the Art of Noise (1992 válogatott felvételek)
- The Best of the Art of Noise: Art Works 12" (1992 Német)
- The Best of the Art of Noise - The Art Of Love (1992 Német)
- The Drum and Bass Collection (1996)
- State Of The Art" (1997; 3-CD)
- Belief System / Bashful / An Extra Pulse of Beauty (1999)
- Reduction (2000)
- Into Battle With The Art Of Noise: 20th Anniversary Edition)(2003, CD+DVD; Német)
- The Abduction of the Art of Noise (Various Artists) (2003)
- Reconstructed...For Your Listening Pleasure (2004)
- And What Have You Done With My Body, God? 4-CD box set (2006)
- Influence: Hits, singles, moments, treasures... 2-CD box set (2010)

## Hangminta
- Hangpélda